# Прости!
Прости́! — телевизионная программа, выходившая на «Первом канале» в 2005 году, т. н. «народное ток-шоу», которое просуществовало полтора месяца (6 выпусков). Автор и ведущий — Андрей Разбаш, для которого этот проект стал последним. Девиз передачи: «Учитесь прощать!». Автор считал, что передача «откроет новую эру на телевидении».

## История
Идея создания передачи появилась у Андрея Разбаша ещё в 2001 году, но за разработку программы он взялся лишь в 2004 году. Как он сам рассказывал: 
Телепродюсер — мой правильный формат. И при съемке документальных фильмов, и при создании передач я выступаю в первую очередь в качестве продюсера. И уж потом приглашаю Андрея Разбаша в качестве ведущего программ «Большой взрыв», «Крылья» и «Прости»
«Прости!» — программа, позволяющая людям извиниться перед своими близкими и знакомыми на глазах всей страны.
Герой программы приходит в студию, чтобы сказать «Прости!». Он рассказывает свою историю: что он сделал, за что и у кого он желает попросить прощения. Затем герой удаляется в отдельную комнату. В комнате есть только плазменные панели, создающие эффект разбитого зеркала и фото человека, перед которым извиняется герой. В этой комнате произносятся слова раскаяния. После возвращения из «исповедальной» комнаты некоторые герои признавались, что будто прошли через некий акт очищения, который дался им очень нелегко. Разбаш считал, что «в наше жёсткое, прагматичное время покаяние человеческой душе необходимо, чтобы не дать ей ожесточиться».
В интервью Александру Мельману («Московский комсомолец») создатель передачи говорил:
В определенном смысле «Прости» — мой вялый протест против отсутствия наказания за плохое. Ведь когда вскрылась консервная банка под названием «СССР», почти всем стало очень плохо. И никто за это почему-то до сих пор не ответил.
Проект оценивали как «пример полудобровольного ухода современного журналиста от общественных проблем в сторону сюжетов из сугубо личной жизни».
Сам Разбаш вспоминал:
Два человека просто не дошли до студии: после предварительного разговора, который веду перед началом съемок, мне показалось, что эти люди оскорбили бы и меня как ведущего, и зрителей передачи. И они так и не попали на голубой экран.
- Первым героем программы стал её композитор Андрей Сигле[15]. Он просил прощения у дочери[16] за то, что мелодию колыбельной песни, сочиненной только для неё, он отдал в телесериал «Менты», а на сочинение новой мелодии не было времени.
- Музыкант, композитор Виктор Зинчук просил прощения у Лаймы Вайкуле за то, что однажды подвел её и не стал играть, как обещал, в её ансамбле. Ответ Лаймы Вайкуле был показан в одном из следующих выпусков.
- Режиссёр-документалист Мария Соловцова просила прощения у героев своих фильмов, которых она, работая над картинами, подталкивала на совершение поступков, каких в своей обычной жизни они бы не сделали.

## Критика
«Российская газета»:

«Телевидение такая штука, что здесь играть в искренность надо честно и с полной самоотдачей. Это правило еще вернее иллюстрирует программа „Прости“ Андрея Разбаша. Ведущий берёт на себя функцию исповедника; телезрителям, вероятно, оставляется функция Спасителя.  Если правда, что мысль изречённая есть ложь, то таковою подавно является публичная исповедь. Поскольку программы Андрея Разбаша уже нет две недели в эфире, то, естественно предположить, что она не выдержала испытания рейтингом, ничего искреннее которого в природе нет».
«Северный край»:

«Но идея публичной исповеди с экрана ТВ, личного покаяния перед всем миром за свои гадости – она всё-таки изначально внушает большие сомнения. Грехи человека – это проблема его и Бога. Нужно ли всуе предъявлять их праздным зрителям?».